# Indian Head River Trail
L'Indian Head River Trail est un sentier de randonnée américain dans le comté de Tulare, en Californie. Protégé au sein du parc national de Sequoia, ce sentier d'environ 400 mètres permet d'accéder aux bords de la Kaweah depuis la Generals Highway. Il doit son nom à l'Ash Mountain Entrance Sign, un panneau de signalisation représentant le profil d'un Amérindien au départ du sentier. Il offre des vues sur le pic Alta et Moro Rock.